# Бакенс
Бакенс (англ. Buchans) — містечко в Канаді, у провінції Ньюфаундленд і Лабрадор.

## Населення
За даними перепису 2016 року, містечко нараховувало 642 особи, показавши скорочення на 7,8%, порівняно з 2011-м роком. Середня густина населення становила 131,5 осіб/км².
З офіційних мов обидвома одночасно володіли 15 жителів, тільки англійською — 625.
Працездатне населення становило 32,5% усього населення, рівень безробіття — 25% (31,8% серед чоловіків та 16,7% серед жінок). 95% осіб були найманими працівниками, а 0% — самозайнятими.
Середній дохід на особу становив $32 164 (медіана $24 469), при цьому для чоловіків — $37 364, а для жінок $27 381 (медіани — $33 472 та $20 448 відповідно).
26% мешканців мали закінчену шкільну освіту, не мали закінченої шкільної освіти — 34,1%, 40,7% мали післяшкільну освіту, з яких 16% мали диплом бакалавра, або вищий, 10 осіб мали вчений ступінь.
| Статево-вікова структура населення | Статево-вікова структура населення | Статево-вікова структура населення | Статево-вікова структура населення | Статево-вікова структура населення |
| ---------------------------------- | ---------------------------------- | ---------------------------------- | ---------------------------------- | ---------------------------------- |
|                                    |                                    |                                    |                                    |                                    |
| Всього                             | Всього                             | 46,9%53,1%                         |                                    |                                    |
| 0 — 14 років                       | 0 — 14 років                       |                                    | 7,8%                               | 7,8%                               |
| 15 — 64 років                      | 15 — 64 років                      |                                    | 59,4%                              | 59,4%                              |
| 65 і більше                        | 65 і більше                        |                                    | 32,8%                              | 32,8%                              |
| 85 і більше                        | 85 і більше                        |                                    | 3,1%                               | 3,1%                               |
| Середній вік (років)               | Середній вік (років)               | 53,153,7                           | 53,4                               | 53,4                               |
| Медіана (років)                    | Медіана (років)                    | 59,359,4                           | 59,3                               | 59,3                               |
| — чоловіки — жінки                 |                                    |                                    |                                    |                                    |

| Походження мешканців:     | Походження мешканців:     | Походження мешканців: | Походження мешканців: | Походження мешканців: |
| ------------------------- | ------------------------- | --------------------- | --------------------- | --------------------- |
| Походження                |                           |                       | осіб                  | %                     |
| Корінні американці        | Корінні американці        |                       | 105                   | 15.56%                |
| Інше північноамериканське | Інше північноамериканське |                       | 375                   | 55.56%                |
| Європейське               | Європейське               |                       | 350                   | 51.85%                |
| британське                | британське                |                       | 350                   | 51.85%                |
| французьке                | французьке                |                       | 20                    | 2.96%                 |

| Зайнятість населення за галузями (за класифікацією NOC): | Зайнятість населення за галузями (за класифікацією NOC): | Зайнятість населення за галузями (за класифікацією NOC): | Зайнятість населення за галузями (за класифікацією NOC): | Зайнятість населення за галузями (за класифікацією NOC): |
| -------------------------------------------------------- | -------------------------------------------------------- | -------------------------------------------------------- | -------------------------------------------------------- | -------------------------------------------------------- |
|                                                          |                                                          |                                                          |                                                          |                                                          |
| Управління                                               | Управління                                               |                                                          | 7,9%                                                     | 7,9%                                                     |
| Бізнес, фінанси та адміністрування                       | Бізнес, фінанси та адміністрування                       |                                                          | 7,9%                                                     | 7,9%                                                     |
| Природничі та прикладні науки                            | Природничі та прикладні науки                            |                                                          | 5,3%                                                     | 5,3%                                                     |
| Охорона здоров'я                                         | Охорона здоров'я                                         |                                                          | 5,3%                                                     | 5,3%                                                     |
| Освіта, правозахист, муніципальні та урядові служби      | Освіта, правозахист, муніципальні та урядові служби      |                                                          | 21,1%                                                    | 21,1%                                                    |
| Роздрібна торгівля та послуги                            | Роздрібна торгівля та послуги                            |                                                          | 10,5%                                                    | 10,5%                                                    |
| Гуртова торгівля, транспорт та обладнання                | Гуртова торгівля, транспорт та обладнання                |                                                          | 39,5%                                                    | 39,5%                                                    |
| Природні ресурси, сільське господарство                  | Природні ресурси, сільське господарство                  |                                                          | 7,9%                                                     | 7,9%                                                     |
| Виробництво                                              | Виробництво                                              |                                                          | 5,3%                                                     | 5,3%                                                     |

## Клімат
Середня річна температура становить 3,1°C, середня максимальна – 19,2°C, а середня мінімальна – -14,8°C. Середня річна кількість опадів – 1 215 мм.
| Клімат поселення                              | Клімат поселення | Клімат поселення | Клімат поселення | Клімат поселення | Клімат поселення | Клімат поселення | Клімат поселення | Клімат поселення | Клімат поселення | Клімат поселення | Клімат поселення | Клімат поселення | Клімат поселення |
| Показник                                      | Січ.             | Лют.             | Бер.             | Квіт.            | Трав.            | Черв.            | Лип.             | Серп.            | Вер.             | Жовт.            | Лист.            | Груд.            |                  |
| Середній максимум, °C                         | −3,14            | −3,97            | 0,32             | 5,79             | 11,58            | 16,87            | 19,20            | 18,47            | 13,82            | 8,50             | 3,45             | −2,02            |                  |
| Середня температура, °C                       | −8,57            | −9,4             | −5,13            | 0,36             | 6,16             | 11,43            | 16,09            | 15,36            | 10,70            | 5,38             | 0,35             | −5,15            |                  |
| Середній мінімум, °C                          | −13,99           | −14,83           | −10,56           | −5,07            | 0,73             | 6,00             | 12,98            | 12,25            | 7,59             | 2,27             | −2,78            | −8,24            |                  |
| Норма опадів, мм                              | 117              | 96               | 93               | 84               | 86               | 88               | 94               | 119              | 107              | 100              | 111              | 120              |                  |
| Середньомісячна швидкість вітру, м/с          | 4.91             | 4.70             | 4.79             | 4.40             | 3.92             | 3.52             | 3.40             | 3.30             | 3.60             | 3.90             | 4.30             | 4.61             |                  |
| Середньомісячна сонячна радіація, кДж/м²·день | 3728             | 6646             | 10929            | 14375            | 17543            | 18956            | 18537            | 15677            | 11650            | 7020             | 3856             | 2775             |                  |
| --------------------------------------------- | ---------------- | ---------------- | ---------------- | ---------------- | ---------------- | ---------------- | ---------------- | ---------------- | ---------------- | ---------------- | ---------------- | ---------------- | ---------------- |
| Джерело:                                      |                  |                  |                  |                  |                  |                  |                  |                  |                  |                  |                  |                  |                  |